# Manfred Schweng

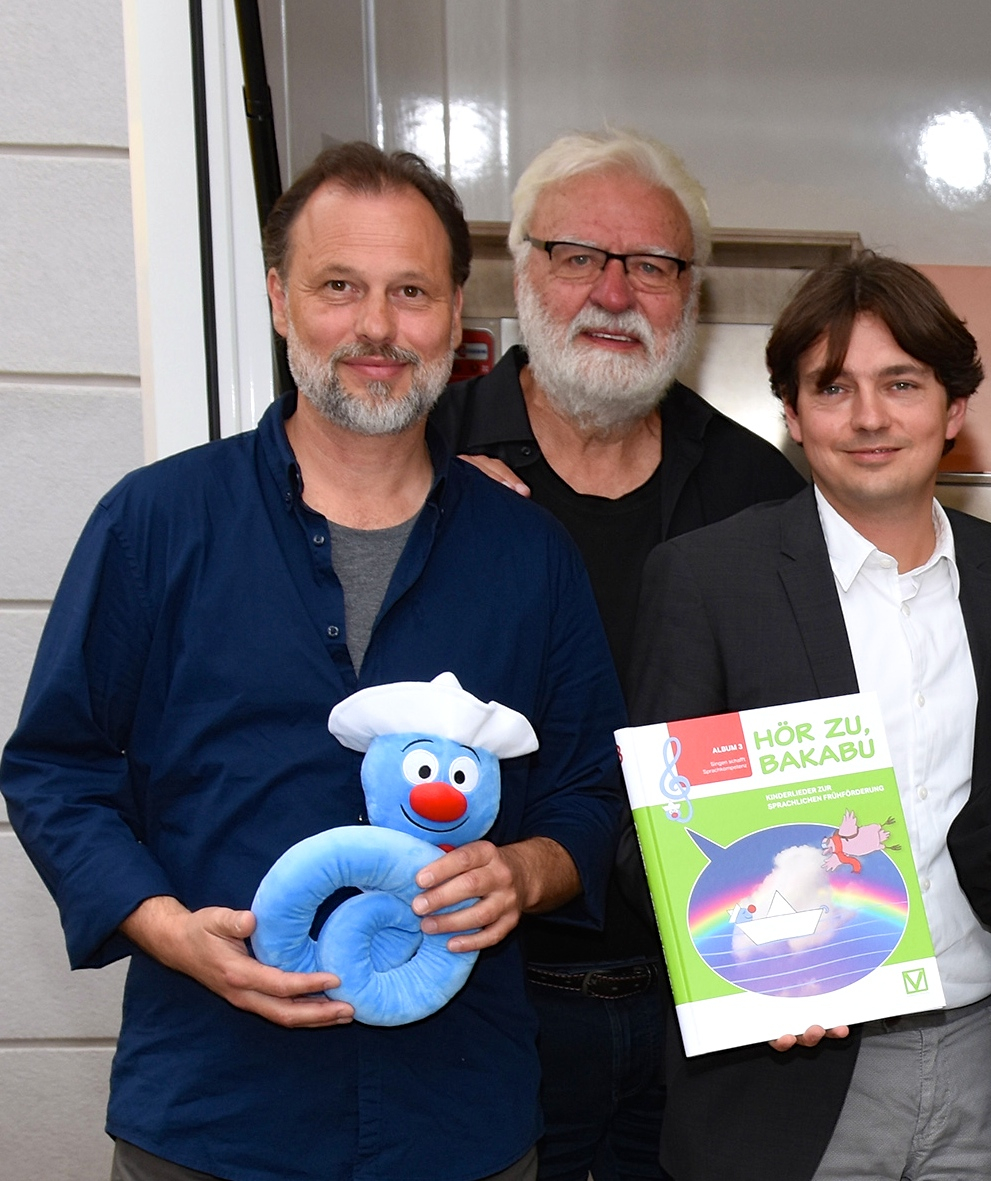
Manfred Schweng mit Arthur Lauber und Ferdinand Auhser bei "Bakabu" Pressetermin in Tulln 2018

Manfred Schweng (* 13. Februar 1966 in Wien) ist ein österreichischer Komponist, Musiker, Texter, Interpret und Musikproduzent.

## Leben
Manfred Schweng absolvierte seine musikalische Basis-Ausbildung bei Hossein Yacery Manesh und studierte Jazz-Bass bei Rudolf Hansen am Konservatorium der Stadt Wien. Schon während des Studiums spielte er in diversen Wiener Szene-Bands wie z. B. Shlomit B-Power, mit dem mittlerweile international renommierten Schlagzeuger Thomas Lang. 1991 nahm Ludwig Hirsch den jungen Profimusiker als fixes Bandmitglied auf. Es folgten 20 Jahre Konzert-Tourneen im deutschsprachigen Raum und zahlreiche CD-Einspielungen, bei welchen er ab 2002 auch als Produzent fungierte. Seit dieser Zeit pflegt er intensive musikalische Zusammenarbeit mit Johnny Bertl in den unterschiedlichsten Projekten (u. a. Musical Falco meets Amadeus)
Seit 1995 produziert er im eigenen Tonstudio Soundgarden Vienna, u. a. zahlreiche Produktionen für den ORF.
Er ist Komponist, Texter, Interpret und Produzent sämtlicher Lieder des Erfolgsprojekts Hör zu, Bakabu (Kinderlieder zur sprachlichen Frühförderung). Das Projekt entwickelte er 2014 gemeinsam mit Arthur Lauber und Ferdinand Auhser. 2017 erschien das erste von mittlerweile drei Lieder-Alben mit ca. 50 veröffentlichten Kinderliedern.

## Werke

### Live- und Studiomusiker
- 1989–1991: Shlomit B-Power – CD 1010 City Beat[2], Track "Ethiopian Dinner"[3]
- 1991–2011: Ludwig Hirsch Bandmitglied[4]
- 1992: Christian Kolonovits "V.S.O.P" CD "We will rock you the 6th"[5]
- 1992–1994: "Werner Schneyder" Spott-Theater
- 1994: "Tony Wegas" CD "Feuerwerk"[6]
- 1994: "EAV" CD "Nie wieder Kunst"[7]
- 1995-dato: "Soundgarden Vienna" eigenes Tonstudio
- 1996–1998: „Christmas in Vienna“ – Fernsehaufzeichnungen und Live-CDs mit Placido Domingo, den Wiener Symphonikern, Michael Bolton, Sarah Brighton, Patricia Kaas, Helmut Lotti, u. a.
- 1997: EAV CD "Im Himmel ist die Hölle los"[8]
- 2006: Joni Madden
- des Weiteren Adi Hirschal, Michael Seida, Stefan Jürgens, Violution

#### In Zusammenarbeit mit Johnny Bertl
- 2000: „Falco meets Amadeus“ – inkl. CD-Produktion. Premiere in Berlin
- 2000–2006: "Falco meets Amadeus" – Tournee des erfolgreichsten deutschsprachigen Musicals der letzten Jahre mit über 1 Million Zuschauer, gastierte in alle großen Städten im deutschsprachigen Raum.
- 2007: „The King of Love“ – inkl. CD-Produktion. Weltaufführung in Berlin
- 2013 und 2017: Alpenmusical „Rosen in Tirol“[9][10] – inkl. CD-Produktion. Im Wiener Metropol und im Schloss Weitra[11]

### Arrangeur und Produzent
- 1998: Alan Parsons – „Excalibur“[12]
- 2002: Ludwig Hirsch – „Perlen“[13] – Amadeus-Verleihung 2003
- 2003, 2004 und 2007: Eröffnung Wiener Festwochen
- 2006: Ludwig Hirsch – „In Ewigkeit Damen“[14]
- 2006: Reinhard Fendrich – „Hier und jetzt“[15]
- 2006: Marianne Mendt – „Mendt Meets Mozart“ MM Jazz-Festival St. Pölten
- 2008: Ludwig Hirsch – „Gottlieb Live“[16] – DVD
- 2009: Ludwig Hirsch – „Ludwig Hirsch liest Weihnachtsgeschichten“[17]
- 2010: Ludwig Hirsch – „Geschichten von Till Eulenspiegel“[18]
- 2011: Ludwig Hirsch – „Ludwig Hirsch liest Ludwig Hirsch“[19]
- 2012: Ludwig Hirsch – „Zum letzten Mal Live“[20]
- 2016: Elisabeth Orth – „Neunundsiebzig plus Eins“
- 2017: Stefan Jürgens – „Grenzenlos Mensch“,[21] Single „Fliegen können“[22]

### Filmmusik und TV-Serien

#### Komponiert mitArthur Lauber
- „Dolce Vita & Co“[23]
- „Kaisermühlenblues“

#### Filme vonXaver Schwarzenberger
- 2000: „Oh Palmenbaum“
- 2000: „Happy Hour“
- 2003: „Annas Heimkehr“
- 2003: „Bella Filia“

### Komponist, Texter, Interpret
- 2016: "Hör zu, Bakabu - Album 1"[24]
- 2016: "Hör zu, Bakabu - Album 2"[25]
- 2017: "Bakabu und der goldene Notenschlüssel"[26] (Autor: Ferdinand Auhser, Sprecher: Christian Tramitz)
- 2018: "Hör zu, Bakabu - Album 3"[27]
- 2018: "Bakabu - Abenteuer im Weltraum"
- 2018: "Bakabu und die (nicht ganz) Stille Nacht" (Autor: Ferdinand Auhser, Sprecher: Christian Tramitz)
- 2019: "Bakabu und das Osterlied-Ei" (Autor: Ferdinand Auhser, Sprecher: Christian Tramitz)
- 2019: "Bakabu und das Sterne-Laternenfest" (Autor: Ferdinand Auhser, Sprecher: Christian Tramitz)
- 2019: "Bakabu und der geheimnisvolle Jodel-Yeti" (Autor: Ferdinand Auhser, Sprecher: Christian Tramitz)
- 2019: "Bakabu und die Weihnachtsglocke" (Autor: Ferdinand Auhser, Sprecher: Christian Tramitz)
- 2020: "Bakabu und der Schatz der Piraten" (Autor: Ferdinand Auhser, Sprecher: Christian Tramitz)
- 2021: "Pinne, Necke, Torch" (Autoren: Anke Greve, Andreas Steppan; Sprecher: Andreas Steppan)
- 2022: "Bakabu auf der verrückten Bewegungsinsel" (noch nicht erschienen)
- 2022: "Bakabu - Abenteuer Technik" (noch nicht erschienen)

### Auszeichnungen

#### Goldene Schallplatten
- 1991: "Gottlieb" – "Ludwig Hirsch"
- 2003: "Perlen" – "Ludwig Hirsch" mit Amadeus-Verleihung
- 2012: "Zum letzten Mal live" – "Ludwig Hirsch"
- 2017: "SPIN" (Spracheninnovationsnetzwerk) für das Projekt "Hör zu, Bakabu"